# Eugène Pauly
Pour les articles homonymes, voir Pauly.
Eugène Pauly, né à Meeffe le 29 mai 1908, mort à Overijse le 12 janvier 1988, est un militant wallon.

## Biographie
(mai 2018).
Il fit ses études à Malonne (province de Namur), devint instituteur puis vint s'installer à Bruxelles avenue des campanules à Watermael-Boitsfort, et rentra à la Caisse générale d'épargne et de retraite (CGER) où il fit toute sa carrière en tant que responsable du mess. Il se marie en 1930 avec Odile Ippersiel et auront un fils, Willy Pauly, historien et peintre 1932-2017. En 1940 lorsque la guerre éclate, il crée un réseau de résistance au sein de la CGER. Il fut également résistant armé et par la presse clandestine. Dénoncé, il est arrêté, interrogé et passé à tabac durant 8 jours au siège de la gestapo de l'avenue louise. Brutalité dont il gardera des séquelles toute sa vie. Il fut ensuite incarcéré fin 1940 au camp de concentration du fort de Breendonk où il se lia d'amitié avec Paul Michel Gabriel Lévy. Après guerre, ils perpétueront ce souvenir en devenant président du mémorial national du fort de Breendonk pour Paul Lévy et trésorier pour Eugène Pauly. Il quitta Breendonk début 1942, et fut transféré successivement au fort de Huy et ensuite en Allemagne. Il reprend son travail à la CGER immédiatement après guerre mais restera diminué physiquement. Après les années 40, il sera de tous les combats wallons et pour la défense des francophones de Bruxelles et de la périphérie. Il réfutera toujours le "Brussel vlaams'.
Il est un des membres fondateurs du Front démocratique des francophones (FDF). Beaucoup de réunions en vue de  la création du parti auront lieu avenue des campanules avec les futurs ténors que sont André Lagasse, Paul Brien, Léon Defosset, Lucien Outers et les familles Payfa et Rossignol . En janvier 1977, il est élu président du Centre public d'action sociale de Watermael-Boitsfort lorsque Andrée Payfa Fosseprez devient la bourgmestre FDF de la commune. Il est aussi membre fondateur des journaux Wallonie libre, du bimestriel Combat wallon et surtout de Bruxelles français.